# Семья Дженовезе
Преступная семья Дженовезе (англ. Genovese crime family) является одной из «Пяти семей», контролирующих организованную преступную деятельность в Нью-Йорке, США и хорошо известна по такому феномену, как мафия (или коза ностра).
Семью Дженовезе назвали «Лигой плюща» и «Роллс-ройсом» организованной преступности. В численности она уступает лишь семье Гамбино, но совпадает по мощи с ней же, а также чикагской мафией. Семья всегда поддерживала связи с более мелкими семьями, такой как семья Патриарки, семьи Буффало и Филадельфийской криминальной семьёй. Именно Дженовезе подтолкнули некоторых членов филадельфийской мафии к убийству босса Анджело Бруно, с тем, чтобы приобрести контроль над территорией в Атлантик-Сити. И несмотря на то, что вопрос лидерства в семье остаётся открытым, особенно после смерти босса Винсента «Подбородка» Джиганте, семья все ещё остаётся более организованной, чем другие семьи, и обладает достаточной властью.

## История преступной семьи Дженовезе

### Корни
Будущая семья Дженовезе была создана в начале XX века членами нескольких сицилийских уличных банд Нью-Йорка, которые совместно составили семью Морелло. Созданная братьями Антонио, Николасом и Джузеппе Морелло и сводными братьями Винсентом и Чиро Терранова, преступная группировка активно внедрялась в вымогательства и бутлегерство в первое десятилетие XX века, а также вовлекала в свои ряды детей итальянских иммигрантов Восточного Гарлема. Но достигнув влияния на Манхэттене, семья ввязалась в ожесточенную и кровавую борьбу с бруклинской Каморрой под руководством Пеллегрино Морано и Салваторе «Тото» Д’Аквила. Но как только к власти в семье в начале 1920-х пришёл Джузеппе «Джо Босс» Массерия, считавшийся самым могущественным преступником всего Нью-Йорка, он подчинил себе и бруклинскую каморру — война, длившаяся десятилетие, закончилась.

### Эра Кастелламмарезе
Придя к власти в начале 1920-х, Массерия привлёк на свою сторону молодых преступников, таких как Чарли «Лаки» Лучано, Фрэнка Костелло, Джозефа Адониса, Вито Дженовезе, Альберта Анастазию и Карло Гамбино, которые работали на Массерию в сферах бутлегерства, контрабанды спиртным, вымогательства, ростовщичества и азартных игр. Но как только другой могущественный гангстер — Салваторе Маранцано — пришёл к власти в бруклинской группировке, он стал лидером кастелламарского клана, включавшего выходцев из Кастелламмаре-дель-Гольфо, известной организации, доминирующей в преступном мире Бруклина и включавшей таких мафиози, как Джо Бонанно, Джозеф Профачи и Стефано Магаддино. К 1928 году между двумя группировками развязалась полномасштабная война за обладание влиянием и прибыльными рэкетами города. Война тут же была названа Кастелламмарезе, с одной стороны сражались неаполитанцы, с другой — сицилийцы. Эта война унесла жизни более чем 60 гангстеров с обеих сторон в конце 1920-х.
Но когда к 1931 году стало окончательно ясно, что никто из «Усатых Питов» (мафиозо старой закалки) не способен выиграть войну, молодой выдающийся преступник Лаки Лучано решил играть за обе стороны с тем, чтобы в конце покончить с обеими. 15 апреля 1931 года Джузеппе «Джо Босс» Массерия был застрелен в ресторане на Кони Айлэнд, предположительно людьми Лучано. (Лучано ужинал в тот вечер с Массерией, но по «счастливой случайности» за несколько минут до нападения извинился и пошёл в уборную). И несмотря на то, что Салваторе Маранцано праздновал победу, Лучано — второе лицо после Маранцано — заказал своего босса, который был застрелен и зарезан в своём офисе на Манхэттене полугодом позже еврейскими гангстерами, нанятыми у Меира Лански. Так Лучано стал самым могущественным гангстером в США и создал Пять Семей Нью-Йорка.

### Лучано и создание Комиссии
Став новым лидером преступного мира Лучано, совместно с Мейером Лански создал современную Коза Ностра и разделил сферы влияния между несколькими семьями США. Он создал комиссию, состоящую из Пяти Семей, чикагской мафии и криминальной семьи из Буффало, штат Нью-Йорк, которая концентрировала в себе всю власть и влияние. «Коза Ностра» (означающее «Наше Дело») была создана и тысячи Итало-Американцев присоединились к семьям и стали «знающими» (полноправный член мафии). Но как только Лучано установил и правила поведения, была создана и команда наёмных убийц — Корпорация Убийств, возглавляемая Альбертом Анастазия и находящаяся под контролем Комиссии, призванная устранять каждого, кто нарушит правила, в то время как Лучано продолжал увеличивать своё влияние. Лучано назначил своим заместителем Вито Дженовезе, Фрэнка Костелло же сделал своим советником. Но в 1935 Лучано был обвинен в сводничестве и приговорен к сроку от 30 до 50 лет тюрьмы. Дженовезе должен был принять руководство семьей на себя, но спасаясь от обвинения в убийстве сбежал в Италию, оставив Костелло трон. Позже, в 1946 году, Лучано был депортирован после отбытия 10 летнего срока.  

### Премьер-министр

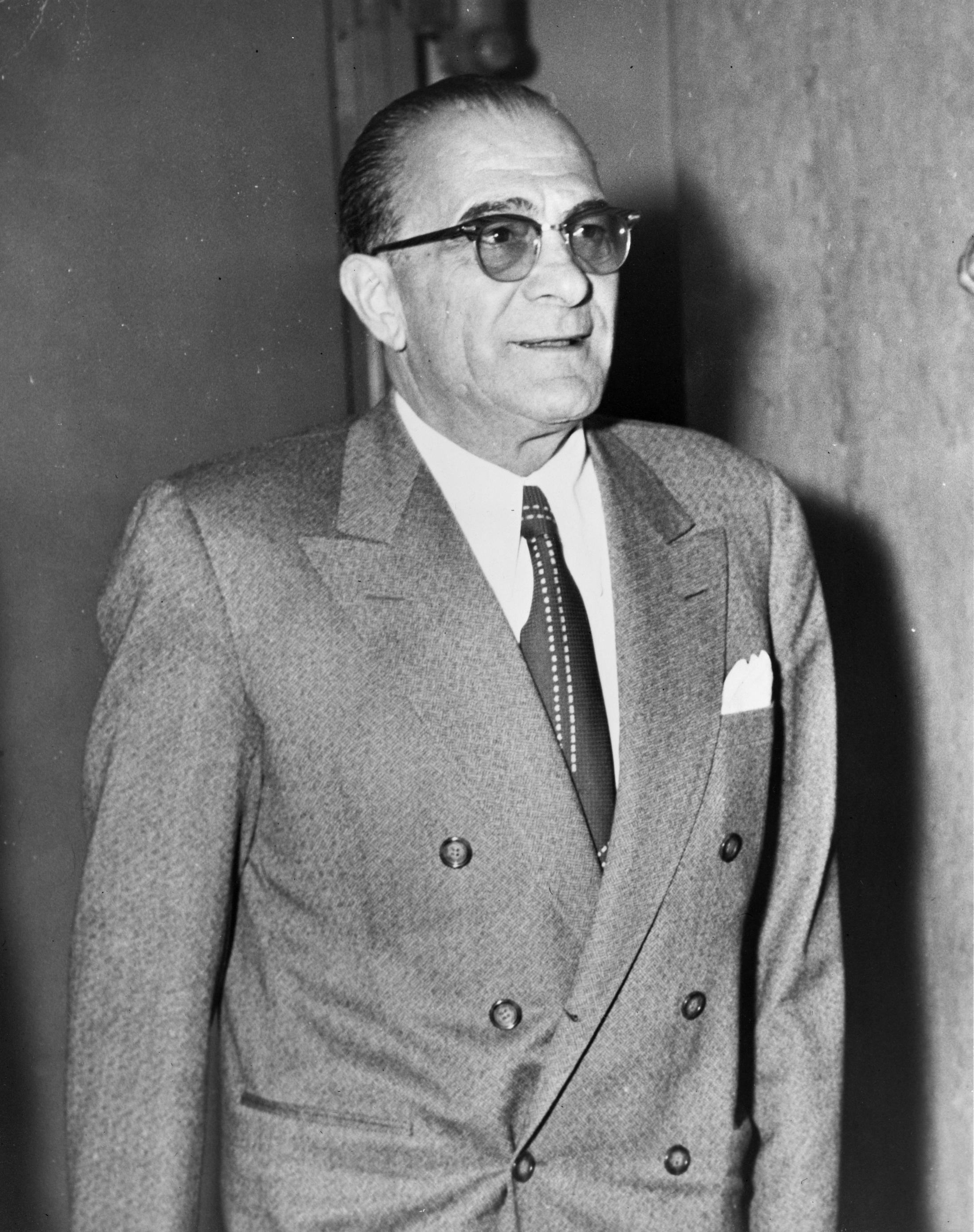
Вито Дженовезе

Во время правления Фрэнка Костелло семья Лучано контролировала большую часть азартных игр, ростовщичества и рэкета на рынке труда в Нью-Йорке. Костелло уделял особо пристальное внимание финансам семьи и не сильно занимался насильственной стороной жизни преступной семьи. Прозванный «Премьер-министром преступного мира», Костелло также контролировал доки Нью-Йорка, и имел столько политического и судебного влияния, что как утверждается, ни один судья штата не назначался без его согласия. Костелло верил в силу дипломатии и дисциплину, и одним из первых проявил интерес к Лас-Вегасу в начале 1940-х, когда позволил своим друзьям Мейеру Лански и Багси Сигелу начать там строить казино, однако, позже Лучано приказал убить Сигела, предположительно кравшего общие деньги. Костелло управлял семьей 20 мирных лет, пока его заместитель, Вито Дженовезе не вернулся из Италии и не был оправдан по обвинению в убийстве.
Будучи боссом семьи Дженовезе, Костелло также, что странно и удивительно, посещал психиатра из-за депрессии и панических атак в 1950-х годах, и ему было рекомендовано постепенно удалиться от его старых друзей, таких как Вито Дженовезе, и предпочесть обществу гангстеров общество политиков. Однако, примерно в это же время сенатор Эстем Кефаувер из Теннесси начал расследование деятельности организованной преступности в Нью-Йорке, и создал процесс, известный как слушания Кефаувера. Костелло согласился свидетельствовать на слушаниях и не пользоваться Пятой Поправкой к Конституции (право не свидетельствовать против себя) в отличие от предыдущих свидетелей со стороны мафии. Специальный Комитет и ТВ согласились не снимать лицо Костелло, лишь его руки. Во время допроса Костелло нервно отказывался отвечать на некоторые вопросы и уклонялся от других. Когда комитет спросил его «Что вы сделали для страны Мистер Костелло?» его ответом было «Заплатил налоги!» после чего он покинул слушания.
После убийства босса семьи Гамбино Альберта Анастазии в начале 1957 Костелло потерял своего самого могущественного союзника в деле удержания семьи Дженовезе в своих руках. Однако после смерти Анастазии контроль над семьей Мангано захватил Карло Гамбино, и Дженовезе осознал что он все ещё был лишь заместителем босса, что и подвигло его на попытку покушения на Костелло в 1957 году, но несмотря на тяжелое ранение тот выжил (стрелявшим был Винсент Джиганте, будущий босс семьи). Однако после покушения Костелло вскоре ушёл в отставку и оставил семью Лучано Дженовезе.

### Дженовезе у власти
Вито Дженовезе возглавил семью, имя, которого она теперь и носит, а также попытался в 1957 году захватить контроль над Комиссией, в том же году когда проводилась печально известная (а для Коза Ностры и разрушительная) встреча в Аппалачине, собравшая вместе 100 самых могущественных гангстеров со всех уголков США. Однако, проведение встречи было сорвано полицией штата Нью-Йорк и Дженовезе, как и многие другие, смог скрыться в лесу. Многие из присутствовавших были арестованы и им вскоре предъявили официальные обвинения. Дженовезе, приверженец «старой школы», склонялся к активному использованию насилия для достижения своих целей, и его главной целью стало уничтожение всех тех, кого он считал своими врагами. Это стало причиной его краха, он был приговорен к 15 годам тюрьмы (предположительно его подставили Гамбино, Костелло, Лански и Лучано) по обвинению в торговле наркотиками в 1959 году. Дженовезе, считавший себя самым могущественным доном Нью-Йорка был эффективно устранён. Его место по праву занял босс семьи Гамбино Карло Гамбино, ставший самым влиятельным членом Комиссии.
Будучи в заключении между Дженовезе и одним из его «солдат» Джо Валачи начались разногласия, которые привели к тому, что вся Коза Ностра предстала перед властями. Так, Дженовезе боялся, что Валачи может сдать его властям в обмен на уменьшение своего срока, и заказал его в начале 1962. Будучи сицилийцем «старой школы» он поцеловал Валачи известным «поцелуем смерти» (означающим что это последний поцелуй человека перед смертью), что Валачи, очевидно, понял и что его здорово напугало, и 22 июня 1962 года он жестоко забил трубой другого заключённого, которого он случайно принял за Джозефа «Джо Бека» ДиПалермо, который должен был убить его по поручительству Дженовезе, назначившего за голову Валачи 100 тыс. $. Чтобы обезопасить себя, Валачи стал первым членом семьи Дженовезе, ровно как и первым членом мафии, который рассказал о её существовании и влиянии на весь преступный мир. Именно Валачи первым упомянул название «Коза Ностра», ставшее отныне именем нарицательным.

### Номинальные боссы и Совет семьи
После того как Дженовезе посадили в 1959 году, во главе семьи Дженовезе встал «Управляющий Совет», полностью секретный, и включающий в себя действующего босса Томаса «Томми Райана» Эболи, заместителя босса Джерардо «Джерри» Катена и его протеже Филипа «Косого Бенни» Ломбардо. Но несмотря на смерть Дженовезе в 1969 году, Управляющий Совет был сохранён, отчасти для того чтобы отвлечь внимание правоохранительных органов, отчасти чтобы запутать других боссов, таких как Карло Гамбино, который пытался манипулировать Эболи для контроля над семьей, однако когда Эболи не смог оплатить 4 миллионный долг Гамбино, он был убит (1972). Его место чисто номинального босса занял Фрэнк «Фунци» Тьери, в то время как все решения внутри семьи принимались триумвиратом Джерардо «Джерри» Катена, Микелем «Большим Майком» Мирандой и Филипом Ломбардо.
С убийством в 1980 году босса филадельфийской семьи Анджело «Тихого Дона» Бруно, члены преступной семьи Дженовезе Винсент Джиганте и Филип Ломбардо принялись манипулировать враждующими группировками охваченной войною филадельфийской семьи, в конце концов поставив на Никодемо «Маленького Нико» Скарфо, который взамен позволил им перенести активность криминальной семьи и в Атлантик Сити.
Данная тактика позволяла успешно дурачить правоохранительные органы. В конце концов Тьери стал первым мафиозным боссом, который был осужден по закону РИКО. Его место в качестве номинального босса занял Энтони «Толстый Тони» Салерно, капо семьи на Манхэттене, в то время как все реальные рычаги власти удерживал Филип Ломбардо, де-факто босс. В 1985 году номинальный босс Салерно был осужден за свою должность босса мафиозной семьи и был приговорен к ста годам федерального заключения. Ломбардо, ушедший в отставку в середине 1980-х, уступил руководство семьей Винсенту «Подбородку» Джиганте.

### Странный босс
Более продуманная административная структура семьи была введена, как только Винсент Джиганте пришёл к власти. Он ввёл должности четырёх посланников и пятую должность «уличного босса». Так как Джиганте общался лишь с несколькими приближенными и передавал приказы посредством своих сыновей, Винсента Эспозито и Эндрю Джиганте, эти должности были созданы с целью оградить позицию босса от излишнего внимания властей. Кроме этого Джиганте нашёл и другой способ оградить себя от властей — он прикидывался душевнобольным. Чтобы сделать этот спектакль более правдоподобным, он носил пижаму и мямлил нечленораздельные слова, даже гуляя по улице. Таким образом он и получил прозвище «Странный босс».
В то время как Джиганте действовал из Общественного клуба Триангл на Манхэттене, в то же время, симулируя сумасшествие, большинство каждодневных операций за него выполняли его заместитель Венеро «Бенни Егз» Мангано, который действовал из Бруклина и советник Луис «Бобби» Манна, действовавший из Нью-Джерси и, в то же время, присматривавший за четырьмя капо семьи в штате. Капо Даниэло Пагано курировал операции «русской бензиновой мафии».
Однако, лишь Джиганте был полностью ответственен за деятельность семьи Дженовезе. В 1986 году он задумал убрать босса семьи Гамбино Джона Готти, убившего своего бывшего лидера Пола Кастеллано в 1985 году. Заговор, разработанный Джиганте и лидерами семьи Луккезе Витторио «Вико» Амузо и Энтони «Гаспипе» Кассо, предполагал подрыв Готти. Но, просчитавшись, 13 апреля 1986 они лишь убрали заместителя Готти — Фрэнка ДеЧикко. Между тремя нью-йоркскими семьями могла разразиться самая настоящая война.
В начале 1990-х Джиганте продолжал держать семью в ежовых рукавицах. Он заказал убийства нескольких высокопоставленных лидеров Гамбино, но в его планы внёс разлад заместитель босса семьи Гамбино Сэмми «Бык» Гравано, сознавшийся, в 1992 году, в 19 убийствах и свидетельствовавший против Готти и советника Фрэнка ЛоКасчио. Также Гравано свидетельствовал и против Джиганте, равно как и заместитель босса криминальной семьи Филадельфии Фил Леонетти. Они свидетельствовали о том, что в 1980-х Джиганте заказал некоторых своих прежних сообщников. Кроме того, Энтони «Гаспипе» Кассо, заместитель босса семьи Луккезе, также стал информатором, и заявил об участии Джиганте в плане убийства новых лидеров семьи Гамбино — Джона Готти, Фрэнка ДеЧикко и Джен Готти. В 1997 Джиганте по обвинению в рэкете и заговоре с целью убийства, был приговорен к 12 годам федеральной тюрьмы. Джиганте умер от сердечного приступа в федеральной тюрьме Спрингфилда, штат Миссури, 19 декабря 2005 года.

### Современное положение и лидеры
На протяжении 1990-х печально известные гангстеры, занимающие ведущие позиции во всех Пяти Семьях, становились информаторами и выдавали так много боссов, капо и солдат, как только могли. Не обошло это явление стороной и босса семьи Бонанно Джозефа Массино, который «запел» в 2005. Несколько лидеров семьи Дженовезе, такие как заместитель босса Венеро «Бенни Егз» Мангано, консильере Луис «Бобби» Манна, капо Джеймс «Маленький Джимми» Ида и уличный босс Либорио «Барни» Белломо получили длительные приговоры по обвинениям в убийствах, рэкете и заговоре. В течение последних десятилетий правоохранительные органы США систематически «разбивали» семью Дженовезе, равно как и другие криминальные группы. Однако, несмотря на все старания, семья Дженовезе и сейчас остается внушительной силой насчитывающей около 200 членов. Они все ещё считаются самой влиятельной и могущественной семьей в стране.
С 2004 года целая серия судебных процессов, направленных против лидеров семьи, значительно ослабила её силу. Либорио «Барни» Белломо, уличный босс, который уже отбывал срок за рэкет, получил обвинения в убийстве, и не будет выпущен на свободу ранее 2008 года. Он считается одним из потенциальных кандидатов на звание босса семьи. Доминик «Тихий Дон» Чирилло, Лауренс Дентико и Марио Джиганте, консильере и старые капо также были осуждены по множеству обвинений РИКО и посажены за решетку. Винсент Джиганте умер в 2005 году и лидерство предположительно перешло к влиятельному капо Даниелу «Дэнни Льву» Лео.
Однако в марте 2008, действующий босс Дэниел Лео был приговорен к 5 годам тюрьмы за ростовщичество и рэкет.  Как сообщается, заместитель босса Венеро Мангано является главой бруклинской группировки семьи, а действующий консильере Лауренс «Маленький Ларри» Дентико управлял нью-джерсийской группой до своего обвинения в рэкете, ростовщичестве и вымогательствах. Как гласят слухи, капо Пол «Полосатый Полли» ДиМарко возглавляет каждодневные операции семьи, но подтвердить данную информацию весьма сложно. Итак, несмотря на общее ослабление семьи, она все ещё обладает достаточным влиянием в некоторых районах Нью-Йорка, Нью-Джерси, Атлантик Сити и Флориды. Она признана самой могущественной семьей в США.

## По состоянию на 2015 год
- Босс —Леборио «Барни» Белломо
- Уличный Босс — неизвестно

- Заместитель босса — Венеро «Бени Яйца» Мангано (1987 — 2012)

Находился в заключении с 1991 по 2006 год.
- Консильери — Лоуренс «Литл Лари» Дентико (1997 — 2012)

Находился в заключении с 2006 по 2009 год.

## Боссы семьи Дженовезе
- 1922—1931 — Джузеппе «Джо Босс» Массерия (Босс, убит в 1931, в результате войны Кастелламарезе)
- 1931—1946 — Салваторе «Счастливчик» Лучано (Босс, заключён в тюрьму в 1936)
- 1936—1957 — Фрэнк «Премьер Министр» Костелло (действующий босс)
- 1957—1969 — Вито «Дон Вито» Дженовезе (Босс, заключён в тюрьму в 1959 умер в тюрьме в 1969)
- Примерно 1959—1972 — Томас «Томми Райн» Эболи (действующий босс, номинальный босс в середине 60х, убит в 1972)
- Примерно 1965—1972 — Джерардо «Джерри» Катена (заключён в тюрьму в 1970-72, ушёл в отставку в 1973, умер в 2000 году в возрасте 98 лет)
- Примерно 1965—1981 — Филипп «Косой Бенни» Ломбардо (ушёл в отставку)
- 1972—1981 — Фрэнк «Фунци» Тиери (действующий босс, стал номинальным боссом в начале 70х)
- 1981—1987 — Энтони «Толстый Тони» Салерно (номинальный босс при Винсенте Джиганте, заключён в тюрьму в 1987, умер в тюрьме)
- 1981—2005 — Винсент «Подбородок» Джиганте (Босс, заключён в тюрьму в 1987, умер в тюрьме от сердечного приступа 19 декабря 2005)
- 1990—1996 — Либорио «Барни» Белломо (уличный босс, заключён в тюрьму)
- 1996—1998 — Доминик «Тихий Дон» Чирилло (уличный босс, ушёл с поста)
- 1997—2003 — Мэтью «Мэтти Жеребец» Ианелло (действующий босс, заключён в тюрьму)
- 2003—2005 — Доминик «Тихий Дон» Чирилло (действующий босс, заключён в тюрьму)
- 2005—2006 — Марио Джиганте (действующий босс, возможно ушёл в отставку после смерти брата в 2005)
- 2006—2007 — Дэниел «Дэнни Лев» Лео (действующий босс) (осужден 31 мая 2007, под стражей без права залога до начала 2008, когда был осужден на 5 лет), Венеро «Бенни Яйца» Мангано (заместитель босса) (освобожден из тюрьмы в декабре 2006 после 15 лет заключения), Доминик «Тихий Дон» Чирилло (советник) (приговорен к 46 месяцам заключения 3 марта 2006), Лоуренс «Маленький Лари» Дентико (действующий советник) (назначен перед своим признанием виновности в предъявленном обвинении и приговору на 4,5 года в начале 2006)
- 2007—2014 — Пол «Полосатый Поли» ДиМарко (предполагаемый «действующий босс»), Венеро «Бенни Яйца» Мангано (заместитель босса), Доминик «Тихий Дон» Чирилло (советник) (заключён в тюрьму)
- 2015— настоящее время — Джон "Счастливчик" Ди Люко, действующий босс.

## Современные лидеры семьи
- Дэниел «Дэнни Лев» Лео — действующий босс семьи Дженовезе. Бывший член Пурпурной банды Восточного Гарлема в 70-е, Лео стал одним из своих в узком кругу Винсента Джиганте, Мэтью Ианелло и Доминика Чирилло в конце 90-х. На данный момент заключён в тюрьму по обвинению в ростовщичестве. В начале 2008 Лео был приговорен к пятилетнему заключению.

- Венеро «Бенни Яйца» Мангано — заместитель босса в 80-е при Винсенте Джиганте. Вследствие активного участия в «Оконном деле» в 1991 году, он был приговорен за вымогательство и попытку манипуляции ценой при замене окон в общественном здании, на 15 летний срок. Выпущен на свободу в 2006 году, предполагаемый глава бруклинской группировки семьи.

- Доминик «Тихий Дон» Чирилло — консильери семьи Дженовезе в конце 90-х, Чирилло был близок с Мангано и Винсентом Джиганте в 80-х. Был действующим боссом в 90-х. Сегодня отбывает срок по обвинениям в ростовщичестве.

- Лоуренс «Маленький Лари» Дентико — капо группировки Нью-Джерси, Дентико был произведён в действующие советники после заключения Чирилло в тюрьму. Находился в заключении с 2006 по 2009 год.